# (10711) Pskov
(10711) Pskov (1982 TT2) – planetoida z pasa głównego asteroid okrążająca Słońce w ciągu 4,53 lat w średniej odległości 2,74 j.a. Odkryta 15 października 1982 roku.